# Георгіївка (Каховський район)
Гео́ргіївка (перша назва — Ґеорґсталь, Ґроссфюрстенланд, № 1) — село в Україні, у Верхньорогачицькій селищній громаді Каховського району Херсонської області. Населення становить 70 осіб.
Розташоване на правому березі р. Рогачик. Фельдшерсько-акушерський пункт.

## Історія
7 (20) листопада 1917 року, відповідно до Третього Універсалу Української Центральної Ради, увійшло до складу Української Народної Республіки.
24 лютого 2022 року село тимчасово окуповане російськими військами під час російсько-української війни.

## Населення
Згідно з переписом УРСР 1989 року чисельність наявного населення села становила 176 осіб, з яких 87 чоловіків та 89 жінок.
За переписом населення України 2001 року в селі мешкало 155 осіб.

### Мова
Розподіл населення за рідною мовою за даними перепису 2001 року:
| Мова       | Кількість | Відсоток |
| ---------- | --------- | -------- |
| українська | 132       | 85.16%   |
| російська  | 23        | 14.84%   |
| Усього     | 155       | 100%     |